# Charlie a modrý hroznýš
Charlie a modrý hroznýš je pokračování knihy Charlie a Kouzelný kuličas.

## Příběh
Charlie se těší do školy, ale jeho radost mu kazí strýc Paton, který někam odjíždí. U nich doma se objevuje tajemná, překrásná dívka Bella která se o Charlieho podezřele zajímá. Ve skutečnosti je to jeho prapříbuzná Yolanda Tisovcová, která dokáže měnit podobu. Mezitím Ema nachází v Bludově Akademii neviditelného chlapce Olíka. Ten jí poví o modrém hroznýši, kterého oživil Ezechiel Blud. Had má schopnost učinit věci neviditelnými. Poté se vrací Paton z hradu Tisovce, ale je zničený, přišel o svou sílu. To kvůli setkání s Yolandiným otcem Yorathem, který už by měl být dávno mrtvý. Charlie žádá o pomoc Skarpa, a té se mu přes pohromy, které Skarpo způsobí, dostává. Charlie najde květinu sporýš a vyléčí strýce. Může začít záchranná akce na pomoc Oliverovy s pomocí Plamenů, prastarých kocourů, kteří před tisíci lety patřili Červenému králi, předkovi všech Obdařených. Skutečně se to podaří, a to také díky Billymu, osiřelému chlapci, který dokáže mluvit se zvířaty. Paton Yolandu zneškodní a Olík je dopraven domů, ale Charlie stále nenašel svého zmizelého otce.